# 리처드 딕슨 (공산주의자)
리처드 딕슨(Richard Dixon)은 1948년부터 1972년까지 오스트레일리아 공산당(Communist Party of Australia) 당대표를 지낸 오스트레일리아의 노동조합원이다. 개명전의 이름은 클리프턴 레지날드 워커(Clifton Reginald Walker)이다.
그는 포브스(Forbes)에서 광부 헨리 키드 워커(Henry Kidd Walker)의 아들로 태어났다. 14살에 학교를 떠나 자전거 가게에서 일했고 그 후 우체국에서 일했다. 1925년 오스트레일리아 노동당에 입당하였다. 1928년 시드니로 이사한 워커는 1929년 공인회계사 시드니 지부의 비서와 오스트레일리아 철도노조(Australian Railways Union) 지역지부의 비서가 되었다. 노동당으로부터의 독립을 지지했던 그는 1929년 란스 샤키와 잭 마일즈가 이끄는 지도부 교체를 성공적으로 추진하는데 참여했고, 이 지도부는 1974년까지 그가 맡았던 직책인 당 중앙 집행위원회에 자리를 마련해 주었다.
1931년 1월, 워커는 소련을 방문하여 모스크바의 국제레닌학교에 다니기 시작했다. 1933년 3월 오스트레일리아로 돌아와 "위험한 혁명가"(dangerous revolutionary)로 낙인찍은 보안국(the security service)의 주의를 피해 리처드 딕슨으로 이름을 바꾸었다. 그는 1937년에 오스트레일리아 공산당의 총비서가 되었다. 1939년 3월 25일, 그는 노스시드니(North Sydney)에 있는 등기소(registry office)에서 도로시 진 버튼(Dorothy Jean Button)과 결혼했다. 그는 1948년에 오스트레일리아 공산당의 당대표로 선출되었다. 1945년 그는 백호주의를 인종차별주의적이고 공격적이라고 공격했고, 1954년 페트로프 왕실 위원회(Petrov royal commission)에서 오스트레일리아 공산당을 대표했다. 소련에 충성했지만 1960년대 오스트레일리아 공산당의 독자적 입장에 동의했고 1968년 체코슬로바키아 침공에도 반대했다. 딕슨은 1972년 오스트레일리아 공산당대표를 은퇴했고 1976년 뱅크스타운(Bankstown)에서 고혈압 심혈관계 질환으로 사망했다.